# Bellaire (Ohio)
Bellaire is een plaats (city) in de Amerikaanse staat Ohio, en valt bestuurlijk gezien onder Belmont County.

## Demografie
Bij de volkstelling in 2000 werd het aantal inwoners vastgesteld op 4892.
In 2006 is het aantal inwoners door het United States Census Bureau geschat op 4699, een daling van 193 (-3,9%).

## Geografie
Volgens het United States Census Bureau beslaat de plaats een oppervlakte van
4,6 km², geheel bestaande uit land.

## Plaatsen in de nabije omgeving
De onderstaande figuur toont nabijgelegen plaatsen in een straal van 8 km rond Bellaire.

## Geboren
- Ted Levine (1957), acteur